# Asellia tridens
Il ferro di cavallo tridentato (Asellia tridens  E.Geoffroy, 1813) è un Pipistrello della famiglia degli Ipposideridi diffuso nell'Africa settentrionale e in Medio oriente.

## Descrizione

### Dimensioni
Pipistrello di medie dimensioni, con la lunghezza della testa e del corpo tra 42 e 57 mm, la lunghezza dell'avambraccio tra 44 e 54 mm, la lunghezza della coda tra 25 e 28 mm, la lunghezza del piede tra 9 e 10 mm, la lunghezza delle orecchie tra 14 e 22 mm e un peso fino a 13 g.

### Aspetto
La pelliccia è lunga, soffice, densa e lanuginosa. Le parti dorsali sono grigio-brunastro chiaro, con la base dei peli più chiara, mentre le parti ventrali sono bianche. È presente una fase in cui il colore generale del corpo varia dal rossastro all'arancio brillante. Il muso è corto e presenta una foglia nasale composta da una porzione posteriore con tre corte proiezioni, appuntita quella centrale e smussate le laterali e sei celle disposte a semi-cerchio sotto di esse. La porzione anteriore è ampia, sono presenti due fogliette su ogni lato e non ci sono incavi centrali. Le orecchie sono ben separate, prive di peli, larghe, con i margini convessi eccetto una concavità sotto la punta sul margine esterno. Le membrane alari sono generalmente marroni scure, talvolta in qualche individuo sono più chiare e semi-trasparenti e sono attaccate posteriormente lungo le anche. La coda è lunga e si estende per circa 7 mm oltre l'uropatagio, il quale è piccolo e rettangolare. Il terzo metacarpo è più lungo del quarto e molto di più del quinto. La sottospecie A.t.italosomalica è più piccola. Il cariotipo è 2n=50 FNa=62.

### Ecolocazione
Emette ultrasuoni a ciclo di lavoro alto, frequenze tra 114,7 e 100,9 kHz, con picchi a 122,7 kHz e di durata intermedia.

## Biologia

### Comportamento
Si rifugia di giorno in grotte, miniere, pozzi, canali d'irrigazione, vecchie tombe, rovine ed edifici. È tollerante alla luce diurna e talvolta è stato visto volare di giorno sotto le fronde delle palme da cocco. L'attività predatoria inizia molto prima del tramonto. Non sono presenti periodi di ibernazione, anche se alcune colonie in Iraq sembrano effettuare migrazioni. Forma gruppi da 10 a più di 500 individui. I sessi si separano nel mese di marzo, quando le femmine stabiliscono vivai. Le femmine non riproduttive invece si aggregano con i maschi. Il volo è lento e agile. Rimane attaccato alle pareti aggrappandosi con i pollici e i piedi piuttosto che rimanere appeso come le altre specie di pipistrelli.

### Alimentazione
Si nutre di insetti come coleotteri, imenotteri, ortotteri, ditteri e lepidotteri  cacciati sia in volo che raccolti presumibilmente al suolo, intorno alle palme da cocco, su specchi d'acqua e negli edifici. 

### Riproduzione
Si riproduce in autunno, con le nascite che avvengono nei primi giorni di giugno. Danno alla luce un piccolo alla volta. Vengono allattati per circa 40 giorni.

## Distribuzione e habitat
Questa specie è diffusa nell'Africa settentrionale dalla Mauritania fino alla Somalia settentrionale e centrale e in Medio oriente da Israele fino all'India centro-occidentale. Non è confermata invece la presenza sull'isola di Zanzibar.
Vive in un vasto tipo di ambienti desertici e semi-desertici, particolarmente nelle oasi o nelle loro vicinanze fino a 2.000 metri di altitudine.

## Tassonomia
Sono state riconosciute 2 sottospecie:
- A.t.tridens: Egitto, Libia, Tunisia, Algeria, Marocco, Sahara occidentale, Mauritania, Senegal settentrionale e centrale, Gambia, Niger, Mali, Burkina Faso settentrionale, Ciad settentrionale e centrale, Sudan, Eritrea, Etiopia centrale, Gibuti, Israele, Giordania occidentale, Siria, Arabia Saudita occidentale ed orientale, Bahrein, Qatar, Emirati Arabi Uniti, Oman orientale, Yemen occidentale, Iraq, Iran occidentale, meridionale e orientale, Afghanistan occidentale, Pakistan sud-occidentale e nella parte occidentale dello stato indiano del Rajasthan.
- A.t.italosomalica (de Beaux, 1931): Etiopia meridionale, Somalia settentrionale e centrale, isola di Socotra.

Ricerche filogenetiche hanno avanzato l'ipotesi che la sottospecie A.t.italosomalica possa essere una specie distinta.

## Conservazione
La IUCN Red List, considerato il vasto areale e la popolazione presumibilmente numerosa, classifica A.tridens come specie a rischio minimo (Least Concern)).